# 東蓮覺苑

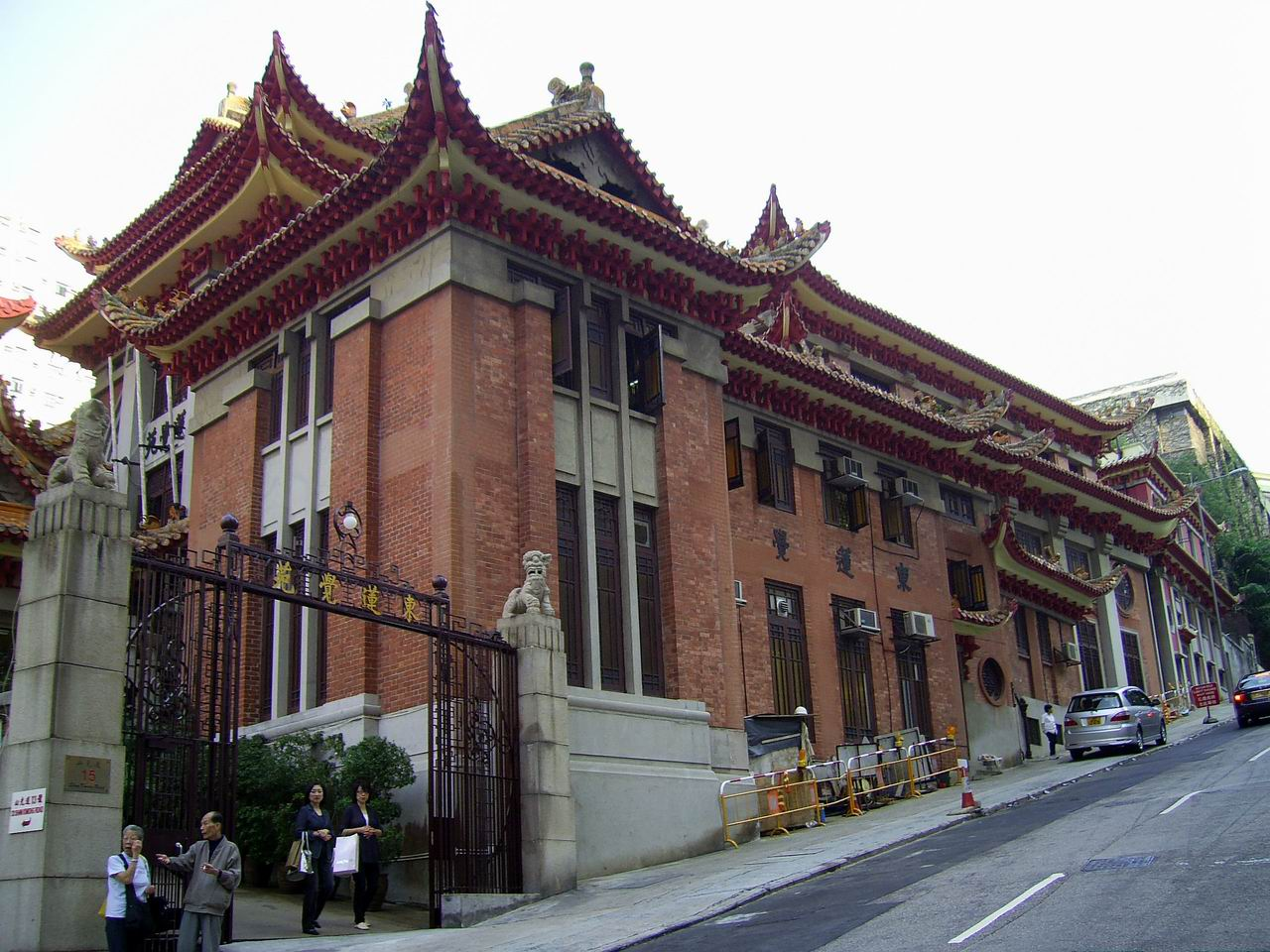
東蓮覺苑

東蓮覺苑（英語：Tung Lin Kok Yuen）是香港一個佛教場所，由何東夫人張蓮覺出資興建（東蓮覺苑就是以何東及張蓮覺夫婦之名字組合而成。），於1935年與鄰近的寶覺小學一同建成，位於香港島跑馬地山光道15號，為香港島首間佛教寺院，屬於香港法定古蹟。

## 歷史

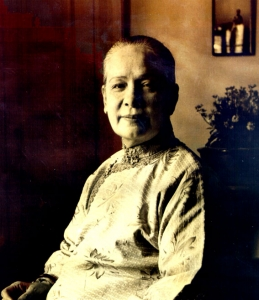
張蓮覺居士

1931年何東送贈二太太張靜蓉（法號張蓮覺）10萬港元作為結婚周年禮物。篤信佛教的張靜蓉在早一年於波斯富街為當時家貧女子而設立第一所佛教學校「寶覺第一義學」，並在1932年秋迎請鎮江竹林寺住持靄亭法師於新界青山成立「寶覺佛學研究社」以培育宏法女性專門人才。翌年張靜蓉得譚煥堂幫助以1.7萬元向政府投得香港跑馬地山光道一塊面積1.2萬平方呎的地皮，並將整筆結婚周年贈款用於興建東蓮覺苑及寶覺小學，直至1935年5月工程完成，前設於波斯富街的女子義學及青山之佛學社相繼遷入，入口山門的石柱分別為「寶覺義學校」與「寶覺佛學社」的刻石，述說了東蓮覺苑前身的歷史。
2009年，東蓮覺苑獲獲古物古蹟辦事處評級為香港一級歷史建築。
2015年，東蓮覺苑將會耗資約億港元以進行大規模的全苑翻新工程，為期達5至10年，期間繼續對外開放。
2017年6月8日，東蓮覺苑獲古物諮詢委員會確認為法定古蹟。

### 歷任苑長
- 第1任：張蓮覺居士
- 第2任：林楞真居士
- 第3任：愍生法師
- 第4任：慧明法師
- 第5任：慈惠法師
- 第6任：永妙法師
- 第7任：妙慧法師
- 第8任：僧徹法師 [4]

## 建築

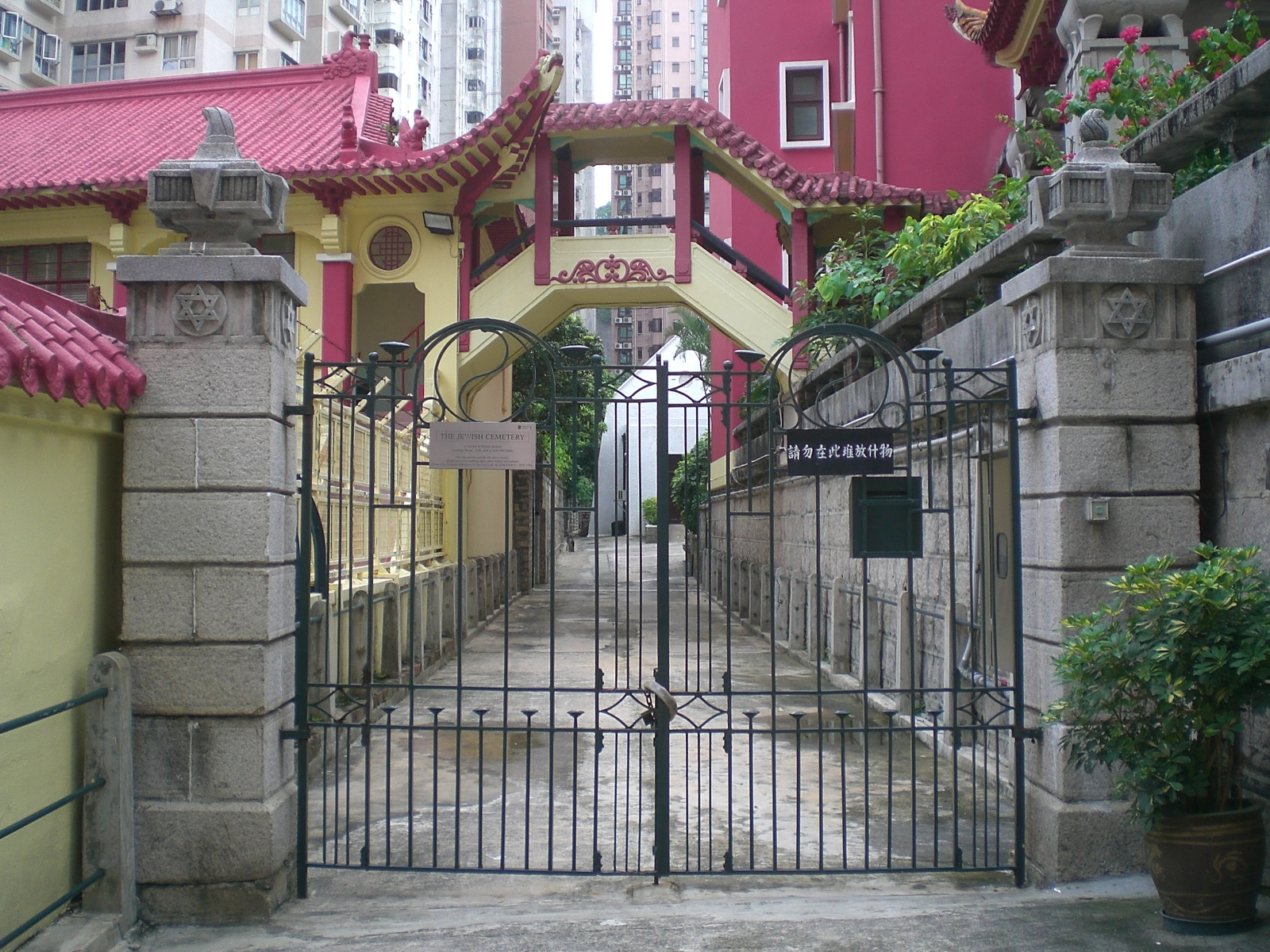
連接東蓮覺苑與寶覺小學的小橋

東蓮覺苑採用當時流行的中國文藝復興建築風格，以西方技術建造中式外觀，地面鋪砌義大利進口地磚，又有西洋彩繪玻璃，室內裝飾亦中亦西。按照傳統佛寺布局，中軸線上依次有歇山頂山門、兩個重簷歇山頂交叉組成十字脊的前殿、重簷歇山頂的大雄寶殿，正脊兩端有鴟吻，中央以雙龍戲珠裝飾，後方是於1954年加建的蓮覺紀念樓，均以紅牆黃瓦為色彩。
前殿中央供奉彌勒佛，其背後是韋馱菩薩。大雄寶殿左鐘右鼓，正中供奉三寶佛，其背後置有觀世音、普賢和文殊菩薩，再往前便是為紀念張蓮覺八十冥壽而建的「蓮覺紀念樓」的延生堂（藥師堂）。
東蓮覺苑與寶覺小學之間被猶太墳場分隔，為方便來往，中間建有一條橋連接兩間建築物。

## 珍貴收藏
創建東蓮覺苑時，何東和張蓮覺伉儷及其兒子何世禮生前結織的海內外政商軍名人、高僧和知識分子紛紛送贈牌匾或書畫，大部分現時仍存放於東蓮覺苑內。
山門的石匾和門聯為近代著名書畫家葉恭綽所寫，門楣刻石「東蓮覺苑」，兩旁大柱對聯：「東照一光 昏衢灼破，蓮開九品彼岸同登」。大雄寶殿的入口兩旁牆上，是一對康有為書寫木刻篆書楹聯：「有播耨迦觀諸天大圓鏡智歷帝網重重理事無礙，以波羅密度一切眾香國土種福田一一功德甚多」。殿側的「大悲銅鐘」刻著大悲咒經文，由何東與張蓮覺居士捐獻，靄亭法師與林楞真居士監造。佛龕兩旁的牆上掛有佛畫與書法木刻對聯，其中胡漢民行書對聯：「大智若空觀自在，深行無相淨菩提」，另外一副是張學良的木刻對聯：「宗開南北殊流同歸奠檻外橫流法相莊嚴宏砥柱，海聞東西萬聖壹揆弭寰中浩劫妙幾洋溢仗檀林」，而最高處懸掛了他在1934年親題的橫匾：「慈雲覆蓋」。殿內有一塊「法源東注」牌匾由虛雲（韶關南華寺住持）、青權（金山）、月池（普陀山）、霜亭（金山江天寺住持）、靜觀（金山）、若舜（南京攝山棲霞寺住持）、靄亭（鎮江夾山竹林寺住持）、智光（鎮江焦山定慧寺住持）、厚寛（夾山）等九位法師合撰，祝賀東蓮覺苑落成，並由守培法師書寫一副對聯放於牌匾兩旁：「信深三寶，澤被群生，微妙闡真宗，滿座氤氳霑法雨；地闢毘城，蓮開覺苑，莊嚴啟輪相，十方羅拜擁慈雲」。大殿後方之上可見中華民國大總統徐世昌題寫匾額：「嶠炎慈雲」，而牆上亦掛有國民黨元老胡漢民的行書對聯：「大智若空觀自在，深行無相淨菩提」，在圖書館則有民國另一位總統黎元洪給張蓮覺祝壽的牌匾：「慈雲慧日」。蓮覺紀念樓二樓主要為祖先堂，中有癸卯進士賴際熙所書楹聯：「三教實齊源博考遠徵知儒家仁義佛法慈悲互通宗旨，五倫先重孝報本反始顧恩惠舅姑劬勞父母同證菩提」。祖先堂中央為紀念何東年幼早夭的長子何世勤的世勤堂，牆上懸掛油畫人像有張蓮覺的父母、何東的母親，與何東的元配麥夫人的母親。樓下齋堂牆上掛著由葉恭綽書法「勇猛精進」。知客室掛有一幅用頭髮結成的「髮曼荼羅觀音」，是日本一位女居士為懺悔二次大戰被日軍殺害的千萬華人，剪下頭髮而編成，由日本曹洞宗管長高階瓏仙，與日本佛教會佐佐木太翁共同獻給東蓮覺苑。

## 慈善事業
東蓮覺苑於2001年資助耆康會2,000萬港元在銅鑼灣成立「耆康會東蓮覺苑長者天地」有禮佛堂、圖書室、會客室、桑拿浴室與電腦設備。
而由東蓮覺苑贊助香港心理衛生會成立的「蓮覺樓」，主要是為精神病康復者提供的中途宿舍，並贊助300餘萬港元成立「社區支援居所服務計畫」，培養精神病康復者早日回歸社會。

## 教育事業
- 寶覺小學
- 寶覺中學

## 外部連結
- 東蓮覺苑官方網址 （页面存档备份，存于）
- 東蓮覺苑Facebook專頁
- 佛門網 （页面存档备份，存于）